# اتفاق فرومان-عمايرة
ميناخم فرومان (العبرية: מנחם פרומן، ‎ 1يونيو 1945 - 4 مارس 2013) هو حاخام أرثوذكسي إسرائيلي، وصانع سلام ومفاوضًا يتمتع بعلاقات وثيقة مع الزعماء الدينيين الفلسطينيين. كان عضوًا مؤسسًا في حركة غوش إيمونيم، وشغل منصب الحاخام الرئيسي في تقوع في الضفة الغربية. كان معروفًا بتشجيعه وقيادته للحوار بين الأديان بين اليهود والمسيحيين والمسلمين، مع التركيز على استخدام الدين كأداة ومصدر للاعتراف بإنسانية وكرامة جميع الناس. بالتعاون مع صحافي فلسطيني مقرب من حماس، قام الحاخام ميناخم بصياغة اتفاق لوقف إطلاق النار بين إسرائيل وحكومة حماس في قطاع غزة، والمعروف باسم اتفاق ميناخم-عمايره. وقد صادقت حكومة حماس على الاتفاق، إلا أنه لم يتلق أي رد رسمي من الحكومة الإسرائيلية.

## حياة مهنية
كان فورمان، وهو جندي مظلي إسرائيلي سابق شارك في الاستيلاء على الحائط الغربي عام 1967، طالبًا في مدرستي مركاز هراف ويشيفات هاكوتيل. وكان من مؤسسي حركة غوش إيمونيم الاستيطانية، وساند إنشاء المستوطنات اليهودية في الضفة الغربية وقطاع غزة. حصل على الرسامة الحاخامية من الحاخامين شلومو غورين وأبراهام شابيرا، ثم أصبح حاخامًا لمجدال عوز، وهي مستوطنة في منطقة جوش عتصيون. وكان الحاخام الأكبر للكنيست. قام بالتدريس في العديد من المعاهد الدينية، بما في ذلك عطيرت كوهانيم وماشون مائير، وكان محاضرًا في معهد تكوع الديني ومعهد أوتنيل هسدر الديني.

## الآراء والأيديولوجيات

### اللقاءات والحوار بين الأديان
وكان فورمان مشاركاً في الحوار بين الأديان مع الفلسطينيين والمسلمين، وشارك في مفاوضات غير رسمية مع العديد من القادة الفلسطينيين، حيث كان يزعم أن جهود صنع السلام بين الإسرائيليين والفلسطينيين يجب أن تشمل القطاعات الدينية في كلا المجتمعين. أجرى فورمان اجتماعات مع زعماء فلسطينيين مثيرين للجدل، بما في ذلك رئيس منظمة التحرير الفلسطينية الراحل ورئيس السلطة الوطنية الفلسطينية ياسر عرفات، وزعيمي حماس الشيخ أحمد ياسين ومحمود الزهار. وكان لميناخم علاقات وثيقة مع الزعماء الفلسطينيين، كما يتضح من رسالة أرسلها إلى الرئيس الفلسطيني محمود عباس حول محادثته الأخيرة مع ياسر عرفات:
| « | أتذكر آخر محادثة لي معه، قبيل وفاته، عندما أجابني بانفعال: "أنت أخي!". وبالطبع، يُمكن تفسير انفعاله بأنه أراد أن يُخبرني، قبيل وفاته، أن الشعبين - الإسرائيلي والفلسطيني - شقيقان، وأن تحسن مصير أحدهما يُحسن مصير نظيره. وكان الرئيس عادةً ما يشكرني على هذه البركات، ويأمر بنشرها في الصحف الفلسطينية ليعلم الشعب الفلسطيني أن هناك حاخامات يهود يُنعمون عليهم ببركات السلام. | » |

بعد انتخاب حكومة حماس في قطاع غزة، كثف فورمان جهوده لتنظيم لقاءات بين الزعماء الدينيين الإسرائيليين والفلسطينيين. وقد التقى وأجرى مفاوضات مع زعيم حماس الحالي محمود الزهار ووزير حماس لشؤون القدس الشيخ محمود أبو طير، بهدف صياغة اتفاق لوقف إطلاق النار من شأنه أن ينهي عمليات القتل في غزة والضفة الغربية ويرفع الحصار الذي فرضته إسرائيل على قطاع غزة.

## اتفاقية فرمان - العمايرة (2008)
في فبراير/شباط 2008، توصل فورمان إلى اتفاق مقترح مع خالد عمايرة، وهو صحفي مقرب من حماس، لوقف إطلاق النار بين إسرائيل وحماس في قطاع غزة، وهو ما من شأنه أن يضع حداً فورياً لجميع الهجمات الفلسطينية ضد المدنيين أو الجنود الإسرائيليين، وتسهيل إطلاق سراح الجندي الإسرائيلي المخطوف جلعاد شاليط، وإنهاء الحصار الإسرائيلي لقطاع غزة. وأيد كبار مسؤولي حماس مقترح الاتفاق. ولكن الحكومة الإسرائيلية لم تستجب لهذه المبادرة، بل رفضتها فعلياً.
وقد قام فورمان بصياغة مقترح الاتفاق مع عمايرة بعد اجتماع معه على مدى عدة أشهر. وقد تم الانتهاء من إعداد الورقة وعرضها على قادة حماس في غزة، وعلى زعيم حماس في المنفى خالد مشعل، الذي وافق عليها. وقد تم تقديم الاقتراح أيضًا إلى الحكومة الإسرائيلية، ولكن وفقًا لميناخم، فإن الحكومة الإسرائيلية لم ترد عليه أبدًا. وقد باءت محاولات فورمان وأميرة للقاء مسؤولين في الحكومة الإسرائيلية بالرفض.
ودعا الاقتراح إسرائيل إلى رفع العقوبات الاقتصادية المفروضة على قطاع غزة وفتح كافة المعابر الحدودية. وتضمن اتفاق وقف إطلاق النار إطلاق سراح الجندي الإسرائيلي الأسير جلعاد شاليط، والإفراج التدريجي عن السجناء الفلسطينيين. كان من المقرر أن تنهي قوات الدفاع الإسرائيلية "جميع الأنشطة العدائية تجاه قطاع غزة، بما في ذلك عمليات القتل المستهدفة، ونصب الكمائن، والقصف الجوي، وجميع عمليات الاختراق داخل أراضي غزة، بالإضافة إلى إنهاء الاعتقال والاحتجاز وملاحقة الفلسطينيين في القطاع".
وكان الفلسطينيون ملزمين "باتخاذ كل الخطوات اللازمة لإنهاء الهجمات ضد إسرائيل بشكل كامل"، بما في ذلك وقف "جميع الهجمات الصاروخية على إسرائيل إلى أجل غير مسمى"، والاعتداءات "على المدنيين والجنود الإسرائيليين" و"فرض وقف إطلاق النار على كل الجماعات والفصائل والأفراد العاملين في القطاع".
وقال ميناخم، في تصريحات أدلى بها إلى عمايرة، إنه حتى لو تحولت المحاولة إلى مجرد تمرين أكاديمي، فإن عناصرها قد تستخدمها حكومتا القدس وغزة. ولم تتضمن المبادرة، على سبيل المثال، اعتراف حماس بدولة إسرائيل، بل "الاعتراف بوجود يهود يعيشون في الأرض المقدسة"، وفقاً لميناخم، وبالتالي التغلب على عقبة كانت لفترة طويلة بمثابة عائق أمام التوصل إلى اتفاق.

### أهمية الدين في عملية السلام
وقد أعرب فورمان عن أسفه للعنف الذي شهدته إسرائيل والأراضي الفلسطينية في أوائل القرن الحادي والعشرين، وألقى باللوم جزئياً في فشل اتفاقيات أوسلو على ميل المفاوضين العلمانيين الإسرائيليين والفلسطينيين إلى تجاهل وتهميش الدين والزعماء الدينيين في عملية السلام:
| « | أخبرني أحمد ياسين عن اتفاقيات أوسلو أنها كانت اتفاقًا بين زنادقة عندنا وزنادقة عندكم لإخضاع الدين. انهارت اتفاقيات أوسلو لأن منظمة التحرير الفلسطينية لم تستطع السيطرة على القوى الأخرى. حماس لديها القدرة على فرض اتفاقيات لإنهاء العنف. حتى عرفات لم يستطع السيطرة على الاتفاقيات وتنفيذها على الوحدات القاتلة في منظمته وفي حماس. ولكن إذا كانت لدى حماس مصلحة قوية بما يكفي لوقف إطلاق النار، فيمكنها فرضه. الأمر ليس سهلاً، لأن المجتمع الفلسطيني يضم العديد من الجماعات ولجان المقاومة، بالإضافة إلى شخصيات من عالم الجريمة المنظمة. ولكن إذا كان هناك تحالف مع منظمة التحرير الفلسطينية وحماس لتحقيق وقف إطلاق النار، فإن فرص إنهاء إطلاق صواريخ القسام على سديروت ستكون أفضل بكثير. يجب أن يكون هدفنا الأساسي هو تحقيق وقف إطلاق النار، وللوصول إلى هذا الهدف، يحتاج السياسيون إلى التفاوض مع السياسيين، ويتفاوض الحاخامات مع الزعماء الدينيين. | » |

### القدس – عاصمة مشتركة
كان فورمان يؤيد جعل القدس (عاصمة إسرائيل، والتي يطالب بها الفلسطينيون أيضًا كعاصمة لهم) العاصمة الدينية للأديان التوحيدية الثلاثة. وفي نوفمبر 1999، شارك في مؤتمر مع العشرات من الزعماء الدينيين الدوليين، بما في ذلك الدالاي لاما. في رسالته إلى الرئيس الفلسطيني محمود عباس عام 2005، استشهد فورمان بأمثلة من التقاليد اليهودية حول أهمية تقاسم القدس بين الديانات الثلاث وتحويلها إلى مدينة للسلام:
| « | من التجربة الصعبة للتاريخ المشترك للأمتين - شعب إسرائيل وشعب فلسطين - نتعلم أمرًا مهمًا واحدًا - بين الأخوين - عندما يكون مصير أحدهما سيئًا، يكون مصير الآخر سيئًا أيضًا. فقط عندما يكون الأمر جيدًا لأحدهما، سيكون، بعون الله، جيدًا لنظيره. يعرف الأطفال اليهود الصغار القصة الشهيرة (الحديث) عن الرجل الذي جاء إلى رئيس حكماء اليهود وطلب منه أن يعلمه مبادئ الدين اليهودي وهو واقف على قدم واحدة (في جملة واحدة). علّمه الحكيم: "أحب جارك كما تحب نفسك... من هذا الحديث الذي لخص المبدأ الأساسي لديننا، يمكن أن نتعلم أنه كما نال اليهود من الله تعالى دولة حرة مزدهرة، محترمة في العالم، وكما نلنا من الله تعالى دولة عاصمتها القدس، سيحصل جارنا أيضًا على دولة عاصمتها القدس. إذا حالف الحظ كلتا الدولتين برجم الشيطان الملعون الذي يشعل الحرب والكراهية، وجعل القدس عاصمة للسلام لإسرائيل وفلسطين، ستكون القدس، إن شاء الله، عاصمة للسلام للعالم أجمع!" | » |

### التعايش في ظل السيادة الفلسطينية
عارض فورمان الإخلاء القسري للمستوطنين اليهود من منازلهم في المستوطنات في الضفة الغربية، ودعا إلى انسحاب دولة إسرائيل من الضفة الغربية وغزة، مع ترك المستوطنات والسكان الإسرائيليين/اليهود في مكانهم تحت السيادة الفلسطينية. وزعم أنه إذا انسحبت إسرائيل من تقوع وغادر معظم السكان، فإنه سيبقى رغم ذلك بسبب حبه لأرض إسرائيل :
| « | لكن ما يهم هو قداسة هذه الأرض. أُفضّل العيش هنا في فلسطين المستقبلية على البقاء في دولة إسرائيل. | » |

كان معارضًا قويًا للانسحاب الإسرائيلي الأحادي الجانب من غزة. في أغسطس/آب 2005، وقبل تنفيذ خطة فك الارتباط، انتقل مع عائلته إلى جاني تال في غوش قطيف من أجل إظهار الدعم للسكان الذين تم إخلاؤهم.
وقد أيد فورمان جهود السلطة الفلسطينية للحصول على الاعتراف بالدولة في الأمم المتحدة في 20 سبتمبر/أيلول 2011، وقال إن إنشاء الدولة الفلسطينية سوف يفيد عملية السلام وإسرائيل.

## الحياة الشخصية
وُلِد فورمان عام 1945 في الجليل، فلسطين الانتدابية. كان متزوجًا من المعلمة والفنانة هداسا فورمان، وكان للزوجين 10 أطفال.
بعد تشخيص إصابته بسرطان القولون والمستقيم في عام 2010، أعلن فورمان أنه سيضيف " هاي شالوم " (السلام الحي) إلى اسمه الأخير وسيعيد تكريس حياته للسلام والتعايش بين اليهود والفلسطينيين. وعلى الرغم من العلاج بالوسائل التقليدية والطبيعية، توفي مساء يوم 4 مارس 2013، عن عمر يناهز 67 عامًا. أقيمت جنازته في تقوع في 5 مارس 2013، واستمرت لمدة 4 ساعات، وكانت مليئة بالموسيقى والشعر، وحضرها الآلاف من الناس من جميع الأيديولوجيات السياسية والدينية.

## إرث
تم تخليد ذكرى ميناخم من قبل منظمة السلام الآن، وهي جماعة مناصرة لليسار، وكذلك من قبل ديفيد بيرل، رئيس مجلس غوش عتصيون. ألقى الحاخام ريئيم هاكوهين، عميد مدرسة أوتنيل الدينية، تأبينًا مطولًا تكريمًا له، بعنوان "كان هناك رجل مقدس في بيت مدراشنا ".
وقد استمر نشاط ميناخم، الذي يهدف إلى جلب المستوطنين المتدينين في الضفة الغربية إلى الاتصال بجيرانهم الفلسطينيين، جزئياً بفضل تلميذه الحاخام حنان شليزنجر ومنظمته "الجذور – الجذور – الشوراشيم".

## أعمال
لم ينشر ميناخم أيًا من كتبه خلال حياته. وقد تم جمع تعاليمه بعد وفاته في عدة مجلدات:
- سوخاكي آريتس: شالوم، عام، أداما (حرفيًا: "لعب الأرض: السلام، الشعب، الأرض") ( يديعوت أحرونوت، ٢٠١٤)
- حاسيديم تزوحكيم مي-زيه [مضاء. "" الحسيديم (الأتقياء أو الأتباع) يضحكون من هذا"] ( دبري شير، 2015)
  - ترجمت إلى: الحسيديون يضحكون فقط (Deuteronomy Press، 2025)
- تين لي زمان [حرفيًا "أعطني وقتًا"] ( كورين، 2017)
- ها آدم هو كمو حياة [مضاءة. "الرجل كالخياط"] ( دبري شير، 2020)

## روابط خارجية
- فيديو توقيع اتفاقية ميناخم-عمايره
- الملف الشخصي لصانعي السلام في القدس
- موقع تقوع
- مقابلة في الفيلم الوثائقي "الأرض المقدسة"